# Даничи
Да́ничи (укр. Даничі) — село в Репкинском районе Черниговской области Украины. Население 346 человек. Занимает площадь 1,71 км². В селе расположена Спасская церковь — православный храм и памятник архитектуры местного значения.
Код КОАТУУ: 7424482801. Почтовый индекс: 15060. Телефонный код: +380 4641.

## История
Родовое гнездо шляхетского рода Даничей, Репчичей и Пироцких.

## Власть
Орган местного самоуправления — Даничский сельский совет. Почтовый адрес: 15060, Черниговская обл., Репкинский р-н, с. Даничи, ул. Победы, 21.